# 窗台上的男人
是一部2012年阿斯格·列斯（Asger Leth）执导的美国惊悚片，由山姆·沃辛頓、伊莉莎白·班克絲、傑米·貝爾和艾德·哈里斯主演。

## 剧情
前紐約警局警探尼克·卡西迪（山姆·沃辛頓飾）因重大竊盜罪入獄，之後又成為逃犯。如今，他進入位於紐約市第45街和麥迪遜大道交界著名的羅斯福飯店，在最高樓層的房間裡爬出窗外，站在大樓外牆邊緣，這不只威脅到他自身的安危，也捕捉到全市的目光，其中有些人正擔心某個天大的祕密會曝光。
尼克站在高樓窗台邊緣的驚心動魄舉動不僅爆發媒體追蹤，也引來不被看好的談判女警探莉迪亞·梅瑟（伊莉莎白·班克斯飾），她必須說服他回到房間，同時還要應付刁難的紐約警局同事（愛德華·賓斯飾），因為他認為她辦這種已有失敗先例的案子會有心理陰影。然而當莉迪亞花愈長時間瞭解卡西迪的困境根源，她愈懷疑這名試圖跳樓者可能另有目的。 
這可能跟一個聲東擊西的驚人計劃有關。尼克在大樓邊緣等待時機的同時，他的忠心弟弟（傑米·貝爾飾）跟女友（潔芮西絲·羅里葛茲飾）正在祕密進行什麼？或者尼克在警力的好友兼搭擋（安東尼·麥凱飾）正想說動他進來房間？或者這一切都跟商界大亨英蘭德（艾德·哈里斯飾）的卑鄙勾當脫不了關係？在尼克大膽展開驚險行動的過程中，更多謎團將隨之揭露，而不消多久，這個不名譽警探想證明自己清白的決心和幕後故事無疑成為更令人大開眼界的焦點。最後，這場風險變得愈益詭譎危急，不再只是他可能會失去平衡掉下大樓。

## 角色
- 山姆·沃辛頓：飾尼克·卡西迪，原警探，因遭到陷害以重大窃盗罪名入狱，后成为逃犯。
- 伊莉莎白·班克絲：飾莉迪亞·梅瑟，谈判女警
- 傑米·貝爾：飾喬伊·卡西迪，尼克的弟弟
- 安東尼·麥基：飾邁克·艾克曼，尼克的好友，以前工作搭挡
- 潔芮西絲·羅里葛茲（英语：Génesis Rodríguez）：飾安潔拉·「安姬」·瑪莉亞·羅培茲，喬伊的女友
- 艾德·哈里斯：飾大衛·英蘭德，商界大亨，他为了获得巨额保险赔偿，与两外两名警察密谋一起陷害了尼克。
- 姬娜·薛域：飾蘇姬·莫拉爾斯
- 愛德華·賓斯：飾傑克·多賀提，莉迪亞的同事
- 泰塔斯·威利弗：飾丹提·馬可斯
- 威廉·桑德勒：飾法蘭克·卡西迪，尼克的父亲

## 制作
2010年10月30日在纽约市开拍。

## 评价
根据143个评论显示，影片在烂番茄上得到了32%的新鲜度。

## 票房
美国首周获得830万美圆，名列第五位。